# Andreas Osiander

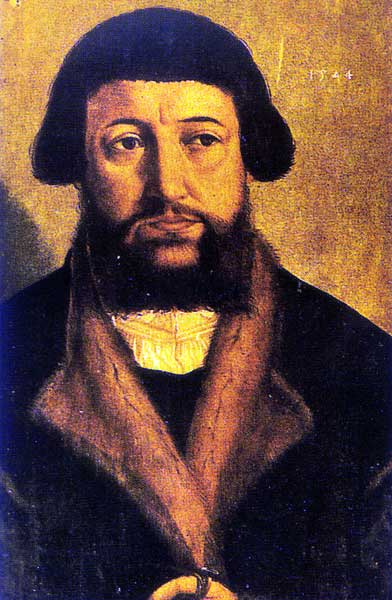
Andreas Osiander von Georg Pencz, Papierzeichnung 1544 in Rom

Andreas Osiander (* 14. oder 19. Dezember 1496 in Gunzenhausen, Fürstentum Ansbach; † 17. Oktober 1552 in Königsberg, Herzogtum Preußen) war Theologe und deutscher Reformator.

## Leben und Wirken
Nach seinem Studium in Ingolstadt wirkte Osiander zunächst ab 1522 als Pfarrer in Nürnberg an St. Lorenz, auf Berufung des dortigen Propsts Hektor Poemer (1495–1541). Überzeugt von der Theologie Martin Luthers setzte er gemeinsam mit seinen Weggefährten, dem Maler Albrecht Dürer, dem Humanisten und Ratsherren Willibald Pirckheimer sowie dem Ratsschreiber Lazarus Spengler und dem Meistersinger Hans Sachs die Reformation in Nürnberg durch. Dabei war Osiander der Hauptverfasser der bedeutenden und weit über Nürnberg hinaus einflussreichen Kirchenordnung von 1533, die gleichzeitig in Nürnberg und in der benachbarten Markgrafschaft Brandenburg-Ansbach eingeführt wurde.
Auch in der Oberpfalz kam Osiander bei der kirchlichen Erneuerung eine maßgebliche Rolle zu. So lieferte er die Vorlage für das Edikt des Landesherrn Otto Heinrich und erarbeitete eine neue Kirchenordnung. Osiander stand auch hinter der Abberufung des evangelisch gesinnten Rektors der Sebaldusschule Hans Denck, welcher sich später den reformatorischen Täufern anschloss.
1549 wurde Osiander von Herzog Albrecht von Brandenburg-Ansbach als Theologieprofessor an die noch junge, 1544 gegründete Albertus-Universität Königsberg berufen. Dort geriet er in heftigen Streit mit den Anhängern Philipp Melanchthons, dem engen Weggefährten Luthers. In der Auseinandersetzung ging es um die Rechtfertigungslehre, eine der Kernaussagen reformatorischer Theologie. Für Melanchthon blieb ein Sünder auch nach der Rechtfertigung vor Christus zutiefst ein Sünder, Osiander war dagegen – ähnlich der Position der Ostkirchen – der Meinung, dass die Gerechtigkeit Christi durch den Glauben dem Menschen eingepflanzt und somit ein Wesensbestandteil des Glaubenden wird.
Dieser sogenannte Osiandrische Streit erregte den Protestantismus über viele Jahre und entzweite ihn. Letzten Endes gingen Osiander und seine Anhänger in dieser für die Reformation wichtigen theologischen Frage zeit ihres Lebens eigene Wege.
Osiander galt als Kenner der hebräischen Sprache und der jüdischen Mystik. Er suchte anders als Luther einen echten Dialog mit den Juden, setzte sich energisch für ihre Rechte ein und lehnte jede Form des Antijudaismus ab. 1540 erschien (anonym) seine Schrift „Ob es wahr und glaublich sey, daß die Juden der christen kinder heymlich erwürgen und ir Blut gebrauchen“, in der er die Ritualmordbeschuldigung und andere Beschuldigungen der Juden widerlegte.
Osiander war es auch, der Nikolaus Kopernikus’ Werk De revolutionibus orbium coelestium vor seiner Erscheinung 1543 in Nürnberg ein Vorwort beifügt, welches Kopernikus’ Theorie als bloßes Rechenmodell ohne Anspruch auf Übereinstimmung mit der Realität darstellte. Dabei unterließ er es deutlich zu machen, dass diese Sätze seiner Feder und nicht aus jener des Kopernikus entstammten. Noch lange Zeit herrschte die Meinung, Kopernikus habe nicht wirklich an sein Modell geglaubt. Auch nahm er an dem Werk einige weitere Änderungen vor, die nicht durch Kopernikus autorisiert waren: so strich er wichtige Passagen und fügte Sätze ein.

## Familie

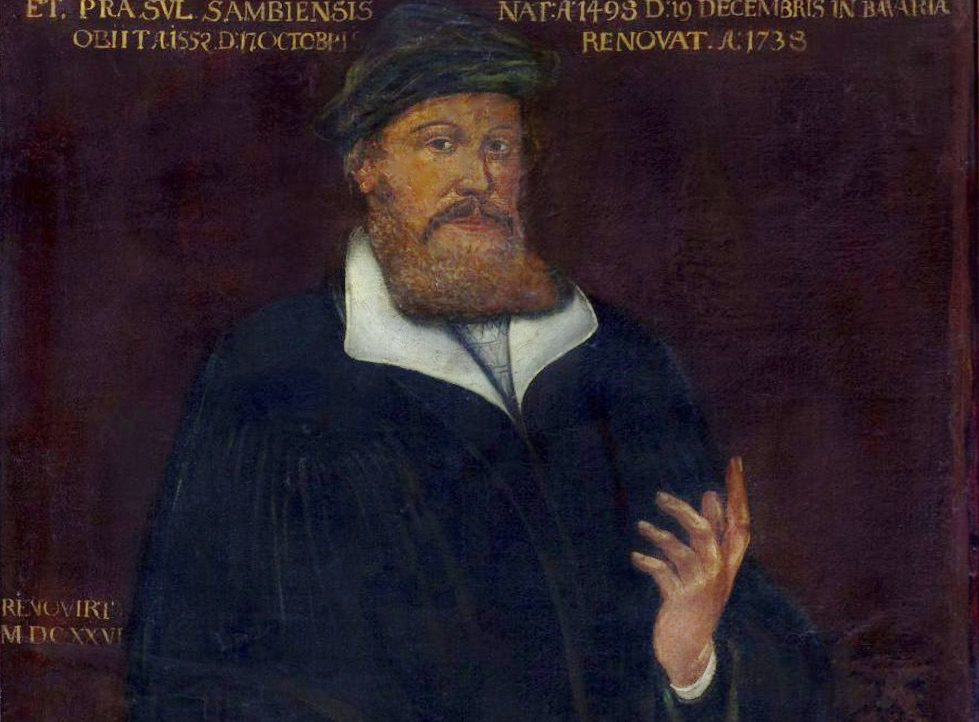
Dieses Porträt des Reformators Andreas Osiander schmückte anlässlich des Lutherjahres 2017 die Kanzel der Kirche von St. Lorenz in Nürnberg

Andreas Osiander war dreimal verheiratet.
- 1. Ehe mit Catherine Preu (* 1508 in Weißenburg; † 14. Juli 1537 in Nürnberg)
- 2. Ehe 1538 mit Helene Künhofer (auch Helena Kunhoffer; * 1519 in Nürnberg; † Mai 1545 in Nürnberg), zum Zeitpunkt der Heirat wohlhabende Witwe, 2 Töchter
- 3. Ehe 1546 mit Helene Magenbuch (* 14. März 1523 in Nürnberg; † 8. September 1597 in Hohenacker), der Tochter des Nürnberger Arztes Johann Magenbuch (* 1487 in Blaubeuren; † 14. Oktober 1546 in Kassel, begraben in Nürnberg). Nach dem Tod Osianders heiratete sie den Pfarrer Johannes Ruckher und wurde herzoglich württembergische Hofapothekerin.

Von seinen Kindern sind bekannt:
- aus erster Ehe
  - Lucas Osiander,
  - Agnes Osiander (* 1530 in Nürnberg), verheiratet mit Andreas Aurifaber, in zweiter Ehe 1560 in Königsberg mit Johann Funck (1518–1566)
  - Veronika Osiander (* 1533 in Nürnberg), verheiratet mit Johannes Freudenhammer (1527–1572)[6]
  - Katharina Osiander (* 1526 in Nürnberg), verheiratet mit Hieronymus Besold (* um 1500 – † 16. Oktober 1562)
  - Clara (* 1537 in Nürnberg)
- aus zweiter Ehe
  - Susanne (* in Nürnberg)
  - Katharina (* in Nürnberg)
  - weitere Tochter (* 1545 in Nürnberg)
- aus dritter Ehe
  - Ursula (* in Nürnberg)
  - Elisabeth (* in Königsberg)

Zu weiteren bedeutenden Familienmitgliedern siehe unter Osiander (Familie).

## Gesamtausgabe
- Gerhard Müller, Gottfried Seebass (Hrsg.): Andreas Osiander d. Ä. Gesamtausgabe. Gütersloher Verlagshaus, 1975–1997 (online)
  - Band 1: Schriften und Briefe 1522 bis März 1525. 1. Auflage 1975, ISBN 978-3-579-04266-4.
  - Band 2: Schriften und Briefe April 1525 bis Ende 1527. 1. Auflage 1977, ISBN 978-3-579-04267-1.
  - Band 3: Schriften und Briefe 1528 bis April 1530. 1. Auflage 1979, ISBN 978-3-579-04268-8.
  - Band 4: Schriften und Briefe Mai 1530 bis Ende 1532. 1. Auflage 1980, ISBN 978-3-579-04269-5.
  - Band 5: Schriften und Briefe 1533 bis 1534. 1. Auflage 1983, ISBN 978-3-579-04270-1.
  - Band 6: Schriften und Briefe 1535 bis 1538. 1. Auflage 1985, ISBN 978-3-579-00130-2.
  - Band 7: Schriften und Briefe 1539 bis März 1543. 1. Auflage 1988, ISBN 978-3-579-00131-9.
  - Band 8: Schriften und Briefe April 1543 bis Ende 1548. 1. Auflage 1990, ISBN 978-3-579-00132-6.
  - Band 9: Schriften und Briefe 1549 bis August 1551. 1. Auflage 1994, ISBN 978-3-579-00133-3.
  - Band 10: Schriften und Briefe September 1551 bis Oktober 1552 sowie Posthumes und Nachträge. 1. Auflage 1997, ISBN 978-3-579-00134-0.